# Szczuczje
Szczuczje – miasto w Rosji, w obwodzie kurgańskim. W 2010 roku liczyło 10 973 mieszkańców.